# Pterolophia granulata
Pterolophia granulata là một loài bọ cánh cứng trong họ Cerambycidae.